# Munster (Haut-Rhin)
 For alternative betydninger, se Munster. (Se også artikler, som begynder med Munster)
Munster (tysk: Münster im Elsass) er en by i departementet Haut-Rhin i den franske region Alsace. 